# 125丁目駅 (IRTレキシントン・アベニュー線)
125丁目駅 （125ちょうめえき、英語: 125th Street）は、ニューヨーク市地下鉄IRTレキシントン・アベニュー線の駅である。マンハッタン区イーストハーレムの125丁目とレキシントン・アベニューの交差点に位置し、4系統と6系統が終日、5系統が深夜を除く終日、<6>系統が平日20時45分までの混雑方向のみ停車する。

## 歴史
駅は1918年7月17日に開業した。当初はハーレム川を越えてIRTジェローム・アベニュー線167丁目駅まで緩行線を走行するシャトル列車のみの運行だったが、1918年8月1日より急行列車の運行も開始された。
この駅が開業したことにより駅周辺、イーストハーレム地区は発展していった。
1981年にMTAは地下鉄内で最も老朽化した69駅の中に当駅をあげている。駅は2005年に改装工事を行った。

## 駅構造
| G  | 地上階                                     | 出入口 |
| B1 | 改札階                                     | 改札口、駅員詰所、メトロカード自動券売機 （125丁目-レキシントン・アベニュー交差点の北東角にエレベーターあり） |
| B2 | 北行急行線                                 | ← ウッドローン駅行き（夕ラッシュ：149丁目-グランド・コンコース駅、それ以外：138丁目-グランド・コンコース駅） ← イーストチェスター-ダイアー・アベニュー駅行き（138丁目-グランド・コンコース駅） ← ラッシュ時：ネレイド・アベニュー駅行き（138丁目-グランド・コンコース駅） |
| B2 | 島式ホーム、到着番線に応じた側の扉が開く。 | |
| B2 | 北行緩行線                                 | ← 深夜帯：ウッドローン駅行き（138丁目-グランド・コンコース駅） ← ペラム・ベイ・パーク駅行き（3番街-138丁目駅） ← 平日午後：パークチェスター駅行き（3番街-138丁目駅） |
| B3 | 南行緩行線                                 | → ブルックリン・ブリッジ-シティ・ホール駅行き（116丁目駅）→ |
| B3 | 島式ホーム、到着番線に応じた側の扉が開く。 | |
| B3 | 南行急行線                                 | → 深夜帯以外：クラウン・ハイツ-ユーティカ・アベニュー駅行き（86丁目駅）→ 平日：フラットブッシュ・アベニュー-ブルックリン・カレッジ駅行き（86丁目駅）→ 週末：ボウリング・グリーン駅行き（86丁目駅）→ 深夜帯：ニューロッツ・アベニュー駅行き（116丁目駅）→                  |

駅は2層からなっており、上層階に島式ホーム1面と北行緩行線・急行線、下層階に島式ホーム1面と南行緩行線・急行線を有した2面4線の地下駅である。駅の北側ではハーレム川を潜り北へ向かうIRTジェローム・アベニュー線と東へ向かうIRTペラム線へと分岐している。駅の南側では下層階の緩行線が上層階へ上がり、逆に北行急行線は下層階へと下がっている。この駅はレキシントン・アベニュー線の北端駅であると共にジェローム・アベニュー線・ホワイト・プレーンズ・ロード線・ペラム線と3方向へ向かう列車の乗換駅となっているためニューヨーク市地下鉄において非常に重要な駅の1つとなっている。

### 出入口
駅には4つの階段と1機のエレベーターが地上へ接続している。
- 階段1つ、125丁目とレキシントン・アベニューの交差点南東[8][9]
- 階段1つ、125丁目とレキシントン・アベニューの交差点南西[8][9]
- エレベーター1機、階段1つ。125丁目とレキシントン・アベニューの交差点北東[8][9]
- 階段1つ、125丁目とレキシントン・アベニューの交差点北西[8][9]

駅には改札口が2箇所あり、北側の改札口からは交差点北東・北西に出ることができる。反対の南側の改札口からは交差点南東・南西から出ることができる。このため北側改札口を経由する場合のみADAに準拠し、エレベーターのみでホームから地上まで行くことができる。
駅から東に1ブロック、125丁目とパーク・アベニューの交差点にはメトロノース鉄道ハーレム線・ハドソン線・ニューヘイブン線ハーレム125丁目駅が位置している。
また、IND2番街線の125丁目駅も付近に建設されることが計画されており、開業すれば両駅は乗換駅として機能することとなる:22–23。

## ギャラリー

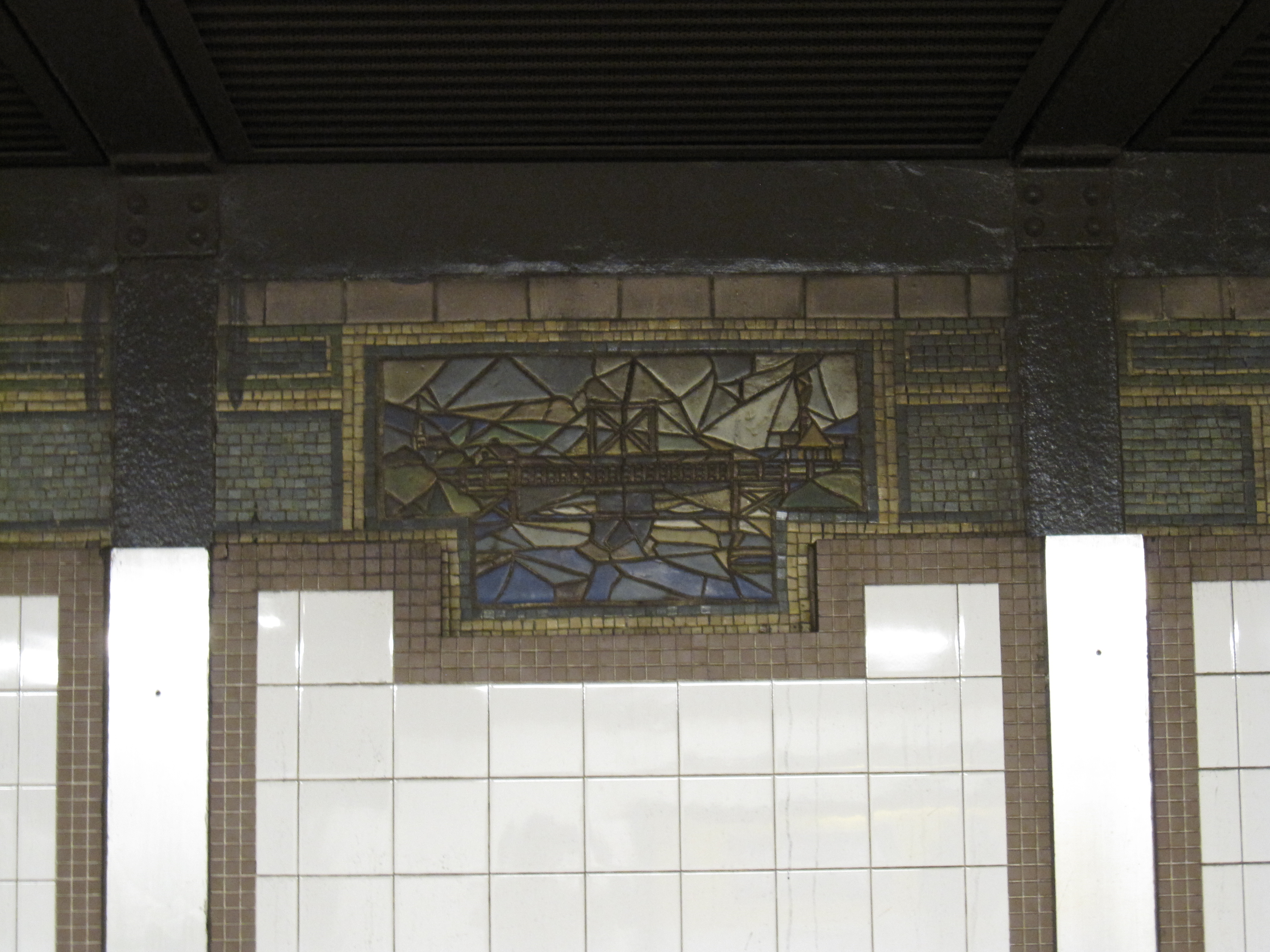
橋を描いたモザイクアート
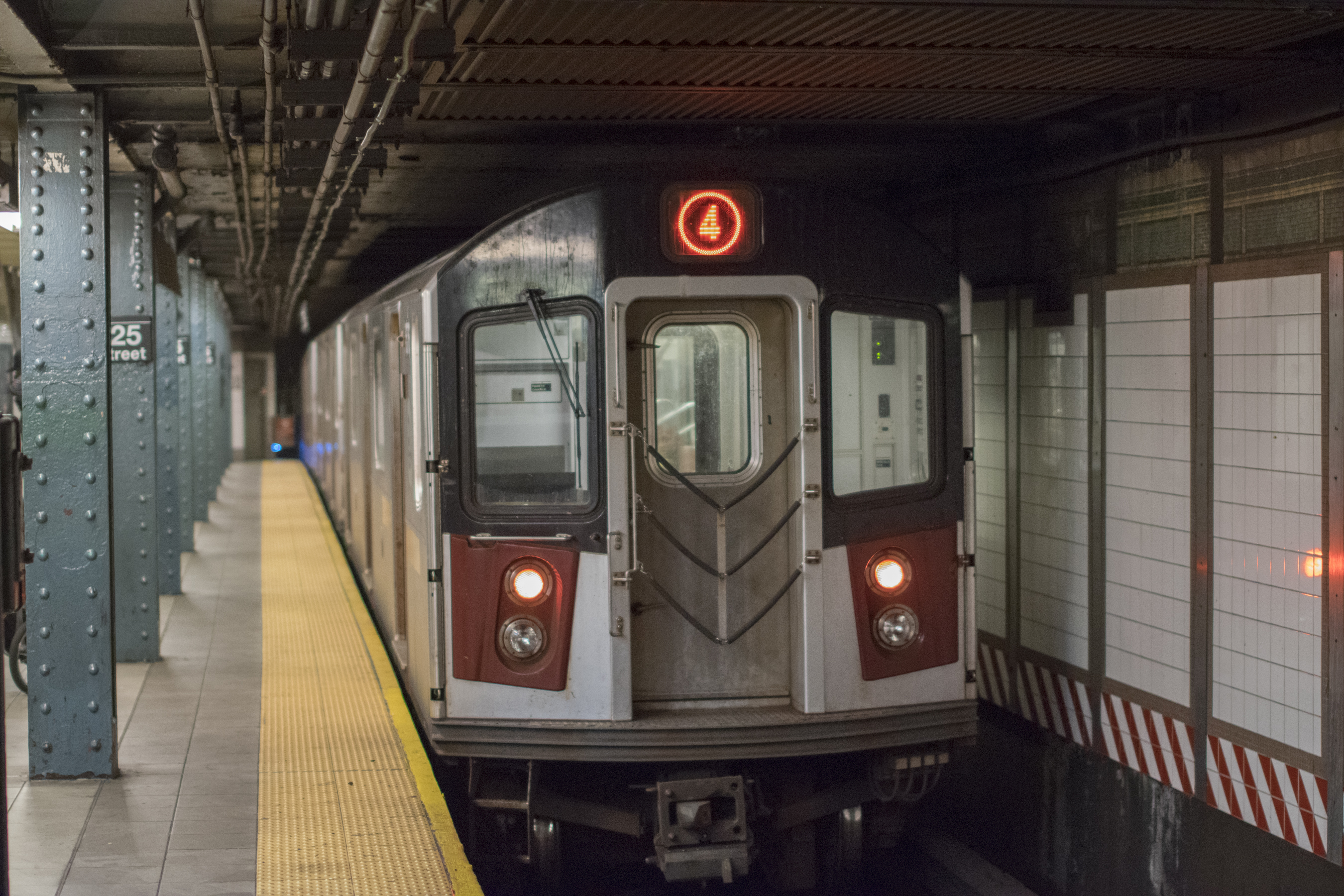
4系統が駅を発車する